# Deutsche Schwimmmeisterschaften 1973
Die 85. Deutschen Meisterschaften im Schwimmen fanden 1973 in Bonn statt.
| Disziplin           | Männer               | Männer | Männer | Frauen           | Frauen | Frauen |
| Disziplin           | Name                 | Verein | Zeit   | Name             | Verein | Zeit   |
| ------------------- | -------------------- | ------ | ------ | ---------------- | ------ | ------ |
| 100 m Freistil      | Klaus Steinbach      |        |        | Jutta Weber      |        |        |
| 200 m Freistil      | Werner Lampe         |        |        | Jutta Weber      |        |        |
| 400 m Freistil      | Werner Lampe         |        |        | Uta Schütz       |        |        |
| 1500 m Freistil     | Werner Lampe         |        |        |                  |        |        |
| 100 m Brust         | Walter Kusch         |        |        | Petra Nows       |        |        |
| 200 m Brust         | Walter Kusch         |        |        | Petra Nows       |        |        |
| 100 m Rücken        | Klaus Steinbach      |        |        | Angelika Grieser |        |        |
| 200 m Rücken        | Bodo Schlag          |        |        | Angelika Grieser |        |        |
| 100 m Schmetterling | Folkert Meeuw        |        |        | Gudrun Beckmann  |        |        |
| 200 m Schmetterling | Folkert Meeuw        |        |        | Uta Schütz       |        |        |
| 200 m Lagen         | Michael Weiß         |        |        | Karin Bormann    |        |        |
| 400 m Lagen         | Hans-Joachim Geisler |        |        | Uta Schütz       |        |        |